# Vídeo componente

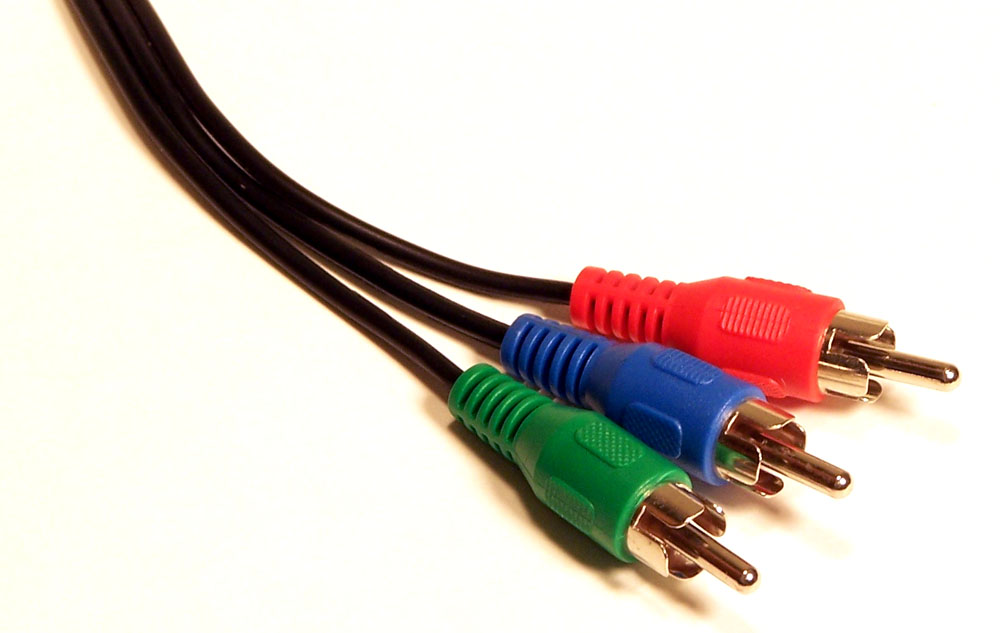
Conectores RCA utilizados simultaneamente para transmissão do sinal analógico YPbPr de vídeo componente

O vídeo-componente é um sinal exclusivamente de vídeo que divide a imagem em três componentes: dois de cor (azul Pb/Cb e vermelho Pr/Cr) e um de luminância (verde Y); um tipo de informação de vídeo que é transmitida/armazenada como três sinais digitais separados, diferentemente de vídeo-composto (como NTSC ou PAL) em que as informações de vídeo são combinadas em um sinal único. Para transmitir o áudio, usam-se cabos separados, no mesmo padrão RCA.

## História
A partir de 1981, ocorreu o advento para substituir o vídeo-composto, quando ocorreu o lançamento do BETACAM, o primeiro formato de gravação de sinais de vídeo (em fitas magnéticas) baseado no vídeo-componente, para uso no jornalismo eletrônico.
O formato BETACAM possui largura de banda de 4 MHz para o sinal de luminância, e largura de 1,5MHz para ambos os sinais de diferença de cor (R-Y/Cb e B-Y/Cr), e também resolvia o problema europeu de uso simultâneo nos padrões PAL e SECAM, além da melhor qualidade do produto. Isso permitiu criar um equipamento que unia câmera e gravador chamado camcoder, tornando-se popular no broadcasting substituindo o pádrão formato 1" tipo C.
Porém o BETACAM enfrentou problemas nos estúdios de produção, o seu uso trouxe uma complicação maior na instalação do cabeamento devido ser necessário três cabos ao invés de 1, aumentando o custo. E os sinais ainda não eram perfeitamente preservados e perdiam qualidade com os processamentos posteriores, no caso da realização de efeitos com múltiplas gerações. Devido estes problemas surgiu o formato Sony D-1, DVR-1000 (vídeo digital componente 4:2:2, CCIR 601), definido em um consenso internacional. O D-1 com freqüência de amostragem de luminância (Y) de 13,5MHz e freqüência dos sinais diferença de cor de 6,75MHz, que são compatíveis com as freqüências dos sistemas 625/50 e 525/60.

## Conexões analógicas de vídeo componente
A reprodução de um sinal de vídeo numa televisão ou monitor é um processo linear, teoricamente simples, que se complica pelas inúmeras fontes onde pode ser gerado. Os DVDs, VHS, computadores e videogames processam e transmitem os sinais usando métodos diferentes e costumam fornecer mais de uma opção de conexão de vídeo. Uma maneira de manter a clareza e integridade do vídeo é separar seus atributos ou componentes evitando que pequenas degradações no sinal interfiram em todo o vídeo, fato comum quando se utiliza o vídeo composto.
O S-Video, o VGA e o próprio vídeo componente são algumas das conexões que dividem os atributos de vídeo em dois ou mais componentes.
A maioria dos televisores analógicos (tecnologia CRT) produzidos recentemente e a totalidade prática dos digitais (LCD, DLP ou Plasma), têm suporte à tecnologia de vídeo componente. A conexão de vídeo componente também é capaz de transmitir os sinais (progressivos ou entrelaçados) de alta resolução até 1080p muito embora alguns televisores, por motivo de mercado, não aceitam a reprodução de sinais em 1080p pela conexão vídeo componente.

## Conexões analógica RGB
Os vários padrões de vídeo componente analógico RGB - do Inglês: Red, Green, Blue; ou Vermelho, Verde, Azul - (ex: RGBS, RGBHV, RG&SB) não utilizam compressão e não impõem nenhum limite real na profundidade da cor ou resolução, mas requerem uma grande largura de banda para carregar o sinal, e contêm muita informação redundante já que cada canal tipicamente inclui a mesma imagem preta-e-branca. Computadores mais modernos oferecem este sinal através do Conector VGA. Muitas emissoras de televisão, especialmente na Europa, utilizam o RGB através do conector SCART. Todos os jogos de aventura, a não ser os mais recentes vetoriais e os jogos preto-e-brancos, utilizam monitores RGB.
O RGB analógico está perdendo a preferência conforme os computadores conseguem uma claridade melhor usando DVI (Digital VIdeo) e os aparelhos de home theater vão usando HDMI. RGB analógico foi largamente ignorado, apesar de sua qualidade e ajuste, por não suportar facilmente DRM - do inglês: Digital Rights Management - Gerenciamento Digital de Direitos. RGB nunca foi popular na América do Norte para eletrônicos de consumo, sendo o S-Video considerado suficiente.
RGB requer um sinal adicional para sincronizar a tela de vídeo. Alguns métodos são usados:
- sincronização composta, em que os sinais horizontal e vertical são misturados num fio separado (o S de RGBS)
- sincronização separada, em que os sinais horizontal e vertical estão cada um no seu fio (o H e V em RGBHV)
- sincronização no verde, onde um sinal de sincronização composto é sobreposto no fio verde (SoG ou RGsB).

Sincronização Composta é comum no esquema de conexão europeu SCART. Às vezes um sinal de vídeo composto completo pode servir como sinal de sincronização, apesar de frequentemente os monitores não consigam lidar com os dados extras de vídeo. Um sinal de sincronização de vídeo composto requer quatro fios – vermelho, verde, azul, e o de sincronização. Em caso de uso de cabos separados, o cabo de sincronização é normalmente branco (ou amarelo, como o padrão para vídeo composto).
Sincronização separada é mais comum com o VGA, usado no mundo todo para monitores analógicos de computadores. Às vezes conhecida como RGBHV, pois os pulsos de sincronização horizontal e vertical são enviados em canais separados. Este modo requer cinco condutores. Em caso de uso de cabos separados, as linhas de sincronização são normalmente amarela (V) e branca (H), ou amarela (V) e preta (H), ou preta (V) e cinza (H).
Sincronização no verde (SoG) é o menos comum, e embora alguns monitores VGA o suportem, a maioria não o faz. A Sony é uma grande proponente do SoG, e a maioria de seus monitores (e seu console PlayStation 2) o usam. Dispositivos SoG requerem circuitos adicionais para remover o sinal de sincronização da linha verde. Um monitor não equipado para lidar com SoG terá uma imagem com um tom extremamente verde, se chegar a ter alguma imagem, se receber um sinal de entrada SoG.

## Conexões analógicas YPbPr

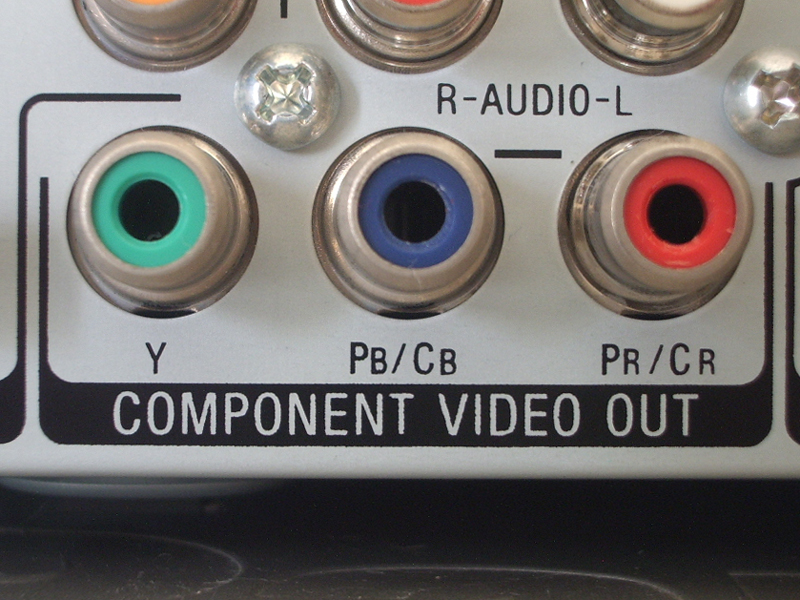
Componente de Saída de Video.

Diversos tipos de sinais compostos de vídeo analógico não usam R,G,B mas sim um sinal sem a informação de cor chamado luminância,mas sim combinados com um ou mais sinais componentes com informação apenas de cor chamado de crominância. Isto otimiza o problema de redundância de informações presente nos sinais RGB, uma vez que há apenas um sinal carregando a informação em preto e branco ao invés de três. Ambos formatos compostos S-Video (dois sinais separados) e o Y'PbPr (três sinais separados) são usados pelos reprodutores de DVD.
Converter um vídeo em informações de luminância e crominância permite simplificação de cromância, um método utilizado por imagens JPG e DVD players para reduzir o espaço de armazenagem de informações para imagens e vídeos. O esquema Y'PbPr geralmente é o que as pessoas querem dizer quando falam de vídeo componente hoje. Muitos DVD players, televisores de alta definição, projetores de vídeo e afins, usam esta forma de codificação de cor.
Em sistemas de vídeo componente, sinais de sincronização adicional podem precisar ser enviados juntamente com as imagens. Os sinais de sicronização são comumente transmitidos em um ou dois fios separados, ou embutidos num espaço de comunicação vazio de um ou todos os componentes. Na computação, o padrão mais comum é dois fios extras carregarem os componentes horizontal e vertical ('separate syncs'), enquanto que nas aplicações de vídeo é mais usual embutir o sinal sincronizado no componente Y' ('sync on luma').
Quando utilizados para conectar uma fonte de vídeo a um televisor onde ambos suportam os formatos 4:3 e 16:9, o televisor com padrão PAL fornece para a comunicação pulsos que mudam automaticamente a  de um formato para outro. Entretanto Y'PbPr não suporta este tipo de operação.

## Conexões de S-Video
(S de Separado) é outro tipo de sinal vídeo componente (transferindo Y'UV quando usado para vídeo PAL e Y'IQ quando usado para vídeo NTSC) devido a esta característica os sinais luma (Y') e chroma (UV ou IQ) são transmitidos em cabos separados. Este tipo de conexão não é usado para o padrao HD (alta definição) como portadora para as frequencias dos sinais de cor modulados que serão ajustados.

## Padrões técnicos
Exemplos dos padrões internacionais do vídeo componente são:
- RS-170 RGB (525 linhas, baseado na cronometragem NTSC, agora AIE/TIA-343)
- RS-343 RGB (525, 625 ou 875 linhas)
- STANAG 3350 Padrão de Video Analógico (NATO Versão Militar da RS-343 RGB)